# موسى ليو سيديبي
موسى ليو سيديبي (بالفرنسية: Moussa Léo Sidibé)‏ هو سياسي مالي، ولد في 1949 في منطقة كايس في مالي.